# 아미나 셰이크
아미나 셰이크(우르두어: آمنہ شیخ, 영어: Aamina Sheikh, 1981년 8월 29일 ~ )는 파키스탄, 미국의 배우, 전직 모델이다.

## 같이 보기
- 파키스탄의 여자 배우 목록